# 1982年7月6日月食
1982年7月6日月食为一次在协调世界时1982年7月6日出現的月全食。該次月食半影食分為2.812、全影食分為1.723。偏食維持了118分，全食維持53分。

## 概述
這次月食的食分是19.01，偏食維持了118分，全食維持53分。

## 基本參數
- 類型：月全食
- 食甚資料：
  - 日期：1982年7月6日
  - 時間：7:31
  - 月球位置：赤經19.01度、赤緯-22.8度
  - 食分：半影食分：2.812、全影食分：1.723
  - 持續時間：偏食118分、全食53分

## 外部連結
- NASA月食專頁（页面存档备份，存于）（英文）